# Just a Memory
Just a Memory ist ein Popsong, den Ray Henderson (Musik), Buddy DeSylva und Lew Brown (Text) verfassten und 1927 veröffentlichten.

## Hintergrund
Das Songwriter-Team Henderson, DeSlyva und Brown schrieb Just a Memory für eine Show namens Manhattan Mary mit dem Komiker Ed Wynn in der Hauptrolle, die am 26. September 1927 im New Yorker Apollo Theater Premiere hatte. Der Liedvers ist im ⁴/₄-Takt, während der Refrain, auf einer ansteigenden Tonleiter aufgebaut und mit der ungewöhnlichen Länge von 47 Takten, im  ²/₄-Takt geschrieben ist. Bekannt wurde das in F-Dur in der Form AABA' geschriebene nostalgisch anmutende Lied in den Vereinigten Staaten durch die Plattenaufnahme des Paul Whiteman Orchestra vom 19. August 1927 (Victor 20881).

## Erste Aufnahmen und spätere Coverversionen
Zu den Musikern, die den Song ab 1927 coverten, gehörten Vincent Lopez (für Brunswick Records), The New York Syncopators, The Savoy Orpheans, Harold Leonard Orchestra (Gesang Elliott Shaw; Columbia 1105), Nat Shilkret (Victor), Charles Hart (Diva) sowie Joe Candullo and His Club Madrid Philadelphians, dessen Aufnahme jedoch unveröffentlicht blieb. In Paris spielte Lud Gluskin und in Berlin René Dumont den Song ein.
Der Diskograf Tom Lord listet im Bereich des Jazz insgesamt 18 (Stand 2015) Coverversionen, u. a. von Sonny Dunham, Tommy Reynolds, Bert Howell, Peanuts Hucko, Herb Jeffries, Jackie Gleason und Johnny Hodges/Duke Ellington (Side by Side, 1958). Just a Memory fand auch Verwendung in mehreren Filmen, in Look for the Silver Lining (1949, Regie David Butler) und in The Best Things in Life Are Free (1956, Regie Michael Curtiz), wo Eileen Wilson Gesangsdouble für Sheree North war. Gogi Grant doubelte Ann Blyth in The Helen Morgan Story (1957, Regie Michael Curtiz).